# 理光
理光（日文：、英文：Ricoh Company, Ltd.），是日本的事務機器及光學機器製造商，市村清在1936年成立理研感光紙株式會社，主要研究理研陽畫感光紙，其後於1963年正式易名為理光，並在同年成立香港分公司並進一步邁向大中華市場，香港名為麗確。1997年全球統一中文譯名為「理光」。理光的競爭對手為佳能、索尼、富士全錄、柯尼卡美能達、寶麗來、哈蘇、三星電子和松下電器。
2011年，理光從豪雅收購賓得的影像事業部門，並組建名為子公司「PENTAX RICOH IMAGING COMPANY, LTD」（賓得理光映像）。2013年，賓得理光映像更名為理光映像，賓得成為理光旗下的可換鏡頭數碼相機系列。現時理光的主要產品包括影印機、传真机、打印机等文儀器材，文档解决方案，以及輕便型數碼相機。理光亦曾以自家品牌生產過膠卷單鏡反光相機，但於收購賓得的影像事業部門前並沒有生產過數碼單鏡反光相機。

## 历史
- 1936年2月6日，日本國立研究開発法人理化學研究所開發出感光紙並進行商品化的同時，創設名為理研感光紙株式会社的公司。

- 1937年3月，改稱「理研光學工業株式會社」。

- 1963年4月，改稱「株式会社リコー」。

- 2000年，日本的事務機器及光學機器製造商理光成立公司創立前身「香港商理光國際有限公司台灣分公司」在台灣設立完成。

- 2008年，「香港商理光國際有限公司台灣分公司」改名為「台灣理光股份有限公司」。

- 2011年11月1日，越南胡志明市，理光成立新「越南理光股份有限公司」，也是集團在亞太地區所成立的第11個銷售據點。

- 2023年5月18日，理光公司和东芝子公司東芝泰格 (Toshiba Tec Corporation)计划在2024年将各自生产多功能打印机、复印机和其他办公设备的业务合并为一家新公司

## 分公司

### 台灣理光
2000年，創立前身「香港商理光國際有限公司台灣分公司」在台灣設立完成。2008年，「香港商理光國際有限公司台灣分公司」改名為「台灣理光股份有限公司」，為理光亞太區之分公司，台灣理光在台灣銷售影印機、印表機等文儀器材及文檔解決方案，不負責銷售傳真機及相機商品。2015年9月，將臺北市信義區忠孝東路4段550號5樓辦搬到松山車站潤泰松山車站大樓A棟

## 腳註
1. ↑   (PDF).   [2021-11-18]. （原始内容存档 (PDF)于2021-11-02）.
2. ↑  吳秀樺. . 台灣蘋果日報. 2015-09-10  [2016-03-31]. （原始内容存档于2017-04-05）.
3. ↑  工商時報. . 中國時報. 2015-09-16  [2016-03-31]. （原始内容存档于2019-06-11）.

## 参看

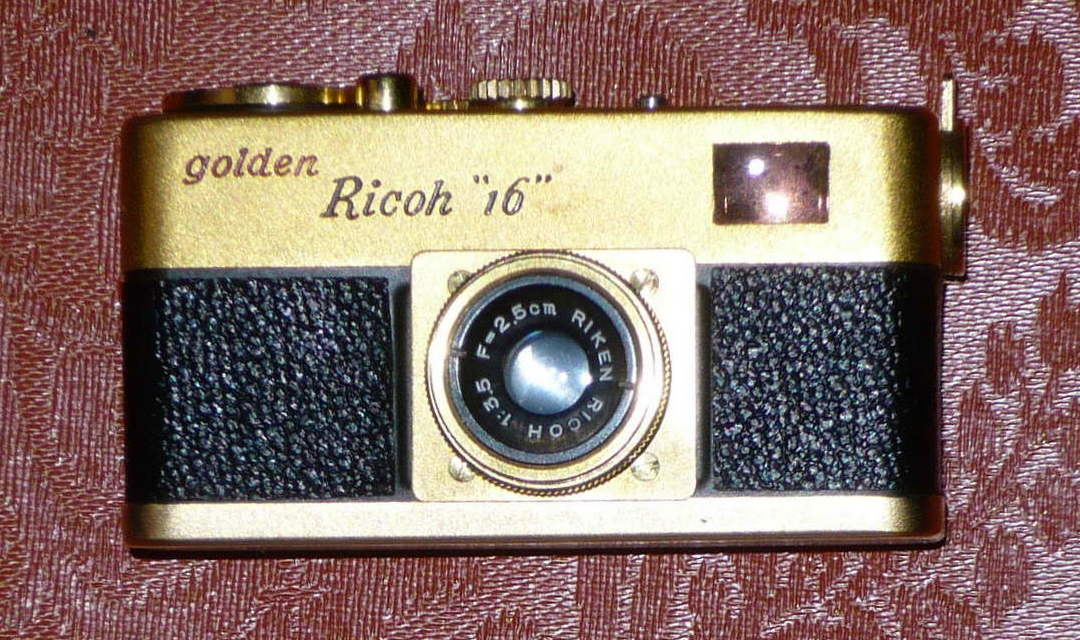
Golden Ricoh 16

- 影像产品
  - 理光GXR
  - 理光THETA
  - Ricoh Caplio GX100
- 分公司
  - 台灣理光股份有限公司
  - 越南理光股份有限公司